# Stanislav Neckář
Stanislav Neckář (* 22. prosince 1975, Písek, Československo) je bývalý český hokejista žijící s kanadskou manželkou a třemi dětmi v USA.

## Hráčská kariéra
S hokejem začínal v Písku, odkud v šestnácti letech přestoupil do dorosteneckého družstva Českých Budějovic. V sezóně 1992/93 nastoupil poprvé československé nejvyšší lize za HC Motor České Budějovice. V roce 1994 byl vybrán v draftu NHL týmem Ottawa Senators na celkově 29. místě. Sezónu 1994/95 již nastoupil poprvé v NHL. V Ottawě setrval do sezóny 1998–99, kdy přestoupil do New York Rangers a následně i Phoenix Coyotes. V sezóně 2000/01 následoval další přestup, tentokrát do Tampa Bay Lightning se kterou v roce 2004 vyhrál Stanley Cup. V NHL celkem odehrál 10 sezón (539 zápasů, 12 gólů a 44 asistencí). V sezóně 2004/05, kdy v NHL probíhala stávka, Neckář nastupoval ve svém bývalém klubu HC České Budějovice. Další sezonu odehrál ve švédském Södertälje SK, v létě 2006 se vystupňovaly jeho potíže s třísly, musel na operaci a chtěl ukončit kariéru. V červenci 2007 však začal znovu trénovat, odjel na zkoušku do Davosu, kde ale měl zdravotní prolémy a byla mu zjištěna cukrovka. Proto se rozhodl definitivně s hokejem skončit a věnuje se podnikání v USA.

## Ocenění a úspěchy
- 2005 Postup s klubem HC České Budějovice do ČHL

## Prvenství
- Debut v NHL – 22. ledna 1995 (New York Islanders proti Ottawa Senators)
- První asistence v NHL – 27. ledna 1995 (Pittsburgh Penguins proti Ottawa Senators)
- První gól v NHL – 10. dubna 1995 (Ottawa Senators proti Pittsburgh Penguins brankáři Philippu DeRouvillovi)

## Klubová statistika
| Sezóna       | Klub                | Soutěž       |     | Základní část | Základní část | Základní část | Základní část | Základní část |   | Play off | Play off | Play off | Play off | Play off |
| Sezóna       | Klub                | Soutěž       | Z   | G             | A             | B             | TM            | Z             | G | A        | B        | TM       |          |          |
| 1992–93      | HC České Budějovice | ČSHL         | 42  | 2             | 9             | 11            | 0             | —             | — | —        | —        | —        |          |          |
| 1993–94      | HC České Budějovice | ČHL          | 15  | 3             | 1             | 4             | 0             | —             | — | —        | —        | —        |          |          |
| 1994–95      | Ottawa Senators     | NHL          | 48  | 1             | 3             | 4             | 37            | —             | — | —        | —        | —        |          |          |
| 1994–95      | Detroit Vipers      | IHL          | 15  | 2             | 2             | 4             | 15            | —             | — | —        | —        | —        |          |          |
| 1995–96      | Ottawa Senators     | NHL          | 82  | 3             | 9             | 12            | 54            | —             | — | —        | —        | —        |          |          |
| 1996–97      | Ottawa Senators     | NHL          | 5   | 0             | 0             | 0             | 2             | —             | — | —        | —        | —        |          |          |
| 1997–98      | Ottawa Senators     | NHL          | 60  | 2             | 2             | 4             | 31            | 9             | 0 | 0        | 0        | 2        |          |          |
| 1998–99      | Ottawa Senators     | NHL          | 3   | 0             | 2             | 2             | 0             | —             | — | —        | —        | —        |          |          |
| 1998–99      | New York Rangers    | NHL          | 18  | 0             | 0             | 0             | 8             | —             | — | —        | —        | —        |          |          |
| 1998–99      | Phoenix Coyotes     | NHL          | 11  | 0             | 1             | 1             | 10            | 6             | 0 | 1        | 1        | 4        |          |          |
| 1999–00      | Phoenix Coyotes     | NHL          | 66  | 2             | 8             | 10            | 36            | —             | — | —        | —        | —        |          |          |
| 2000–01      | Phoenix Coyotes     | NHL          | 53  | 2             | 2             | 4             | 63            | 6             | 0 | 1        | 1        | 4        |          |          |
| 2000–01      | Tampa Bay Lightning | NHL          | 16  | 0             | 2             | 2             | 8             | —             | — | —        | —        | —        |          |          |
| 2001–02      | Tampa Bay Lightning | NHL          | 77  | 1             | 7             | 8             | 24            | —             | — | —        | —        | —        |          |          |
| 2002–03      | Tampa Bay Lightning | NHL          | 70  | 1             | 4             | 5             | 43            | —             | — | —        | —        | —        |          |          |
| 2003–04      | Nashville Predators | NHL          | 1   | 0             | 1             | 1             | 0             | —             | — | —        | —        | —        |          |          |
| 2003–04      | Milwaukee Admirals  | AHL          | 3   | 0             | 3             | 3             | 2             | —             | — | —        | —        | —        |          |          |
| 2003–04      | Tampa Bay Lightning | NHL          | —   | —             | —             | —             | —             | 2             | 0 | 0        | 0        | 0        |          |          |
| 2004–05      | HC České Budějovice | 1.ČHL        | 16  | 2             | 6             | 8             | 8             | 11            | 0 | 0        | 0        | 12       |          |          |
| 2005–06      | Södertälje SK       | SEL          | 36  | 0             | 3             | 3             | 73            | —             | — | —        | —        | —        |          |          |
| Celkem v NHL | Celkem v NHL        | Celkem v NHL | 510 | 12            | 41            | 53            | 316           | 29            | 0 | 3        | 3        | 8        |          |          |

## Reprezentace
| Rok                       | Tým                       | Soutěž                    | Z  | G | A | B | TM |
| ------------------------- | ------------------------- | ------------------------- | -- | - | - | - | -- |
| 1993                      | Česko a Slovensko 20      | MSJ                       | 7  | 2 | 0 | 2 | 6  |
| 1996                      | Česko                     | SP                        | 3  | 0 | 0 | 0 | 0  |
| 1996                      | Česko                     | MS                        | 8  | 1 | 3 | 4 | 2  |
| Seniorská kariéra celkově | Seniorská kariéra celkově | Seniorská kariéra celkově | 11 | 1 | 3 | 4 | 2  |